# LNB Pro A MVP
Il LNB Pro A MVP è il premio conferito dalla rivista sportiva Maxi-Basket dal 1983 al 2005, e da allora fino ad oggi, dalla rivista Basket News ai migliori giocatori francesi, e stranieri della stagione regolare.

## Vincitori

### MVP francesi
| Stagione | Giocatore              | Squadra        |
| -------- | ---------------------- | -------------- |
| 1982-83  | Philip Szanyiel        | ASVEL          |
| 1983-84  | Hervé Dubuisson        | Stade français |
| 1984-85  | Richard Dacoury        | CSP Limoges    |
| 1985-86  | Stéphane Ostrowski     | CSP Limoges    |
| 1986-87  | Frédéric Hufnagel      | Orthez         |
| 1987-88  | Stéphane Ostrowski (2) | CSP Limoges    |
| 1988-89  | Stéphane Ostrowski (3) | CSP Limoges    |
| 1989-90  | Stéphane Ostrowski (4) | CSP Limoges    |
| 1990-91  | Antoine Rigaudeau      | Cholet         |
| 1991-92  | Antoine Rigaudeau (2)  | Cholet         |
| 1992-93  | Antoine Rigaudeau (3)  | Cholet         |
| 1993-94  | Antoine Rigaudeau (4)  | Cholet         |
| 1994-95  | Yann Bonato            | PSG Racing     |
| 1995-96  | Antoine Rigaudeau (5)  | Pau-Orthez     |
| 1996-97  | Yann Bonato (2)        | CSP Limoges    |
| 1997-98  | Jim Bilba              | ASVEL          |
| 1998-99  | Laurent Foirest        | Pau-Orthez     |
| 1999-00  | Moustapha Sonko        | ASVEL          |
| 2000-01  | Jim Bilba (2)          | ASVEL          |
| 2001-02  | Cyril Julian           | Nancy          |
| 2002-03  | Boris Diaw             | Pau-Orthez     |
| 2003-04  | Laurent Foirest (2)    | Pau-Orthez     |
| 2004-05  | Laurent Sciarra        | BCM Gravelines |
| 2005-06  | Cyril Julian (2)       | Nancy          |
| 2006-07  | Cyril Julian (3)       | Nancy          |
| 2007-08  | Nando de Colo          | Cholet         |
| 2008-09  | Alain Koffi            | Le Mans        |
| 2009-10  | Ali Traoré             | ASVEL          |
| 2010-11  | Mickaël Gelabale       | ASVEL          |
| 2011-12  | Fabien Causeur         | Cholet         |
| 2012-13  | Edwin Jackson          | ASVEL          |
| 2013-14  | Antoine Diot           | Strasburgo     |

### MVP stranieri
| Stagione | Nazionalità     | Giocatore          | Squadra           |
| -------- | --------------- | ------------------ | ----------------- |
| 1982-83  | Stati Uniti     | Ed Murphy          | CSP Limoges       |
| 1983-84  | Stati Uniti     | Ed Murphy (2)      | CSP Limoges       |
| 1984-85  | Stati Uniti     | Ed Murphy (3)      | CSP Limoges       |
| 1985-86  | Stati Uniti     | Kevin Figaro       | Challans          |
| 1986-87  | Stati Uniti     | Bill Varner        | Olympique Antibes |
| 1987-88  | Stati Uniti     | Don Collins        | CSP Limoges       |
| 1988-89  | Stati Uniti     | Don Collins (2)    | CSP Limoges       |
| 1989-90  | Stati Uniti     | Don Collins (3)    | CSP Limoges       |
| 1990-91  | Stati Uniti     | Michael Brooks     | CSP Limoges       |
| 1991-92  | Stati Uniti     | Michael Brooks (2) | CSP Limoges       |
| 1992-93  | Stati Uniti     | Michael Young      | CSP Limoges       |
| 1993-94  | Stati Uniti     | Michael Young (2)  | CSP Limoges       |
| 1994-95  | Stati Uniti     | David Rivers       | Olympique Antibes |
| 1995-96  | Stati Uniti     | Delaney Rudd       | ASVEL             |
| 1996-97  | Stati Uniti     | Delaney Rudd (2)   | ASVEL             |
| 1997-98  | Stati Uniti     | Jerry McCullough   | BCM Gravelines    |
| 1998-99  | Stati Uniti     | Keith Jennings     | Le Mans           |
| 1999-00  | Stati Uniti     | Marcus Brown       | CSP Limoges       |
| 2000-01  | Stati Uniti     | Bill Edwards       | ASVEL             |
| 2001-02  | Spagna          | Roger Esteller     | Pau-Orthez        |
| 2002-03  | Stati Uniti     | Rico Hill          | Le Mans           |
| 2003-04  | Stati Uniti     | Rick Hughes        | Strasburgo        |
| 2004-05  | Stati Uniti     | Jermaine Guice     | Le Havre          |
| 2005-06  | Stati Uniti     | Jason Rowe         | Hyères-Toulon     |
| 2006-07  | Stati Uniti     | Dewarick Spencer   | Roanne            |
| 2007-08  | Stati Uniti     | Marc Salyers       | Roanne            |
| 2008-09  | Stati Uniti     | Austin Nichols     | Hyères-Toulon     |
| 2009-10  | Rep. Dominicana | Ricardo Greer      | Nancy             |
| 2010-11  | Rep. Dominicana | Sammy Mejía        | Cholet            |
| 2011-12  | Stati Uniti     | Blake Schilb       | Élan Chalon       |
| 2012-13  | Stati Uniti     | Dwight Buycks      | BCM Gravelines    |
| 2013-14  | Stati Uniti     | Randal Falker      | Nancy             |

### MVP
| Stagione | Nazionalità          | Giocatore         | Squadra          |
| -------- | -------------------- | ----------------- | ---------------- |
| 2014-15  | Francia              | Adrien Moerman    | Limoges CSP      |
| 2015-16  | Stati Uniti          | Devin Booker      | Élan Chalon      |
| 2016-17  | Bosnia ed Erzegovina | D.J. Cooper       | Pau-Lacq-Orthez  |
| 2017-18  | Stati Uniti          | Zachery Peacock   | Bourg-en-Bresse  |
| 2018-19  | Stati Uniti          | David Holston     | Digione          |
| 2019-20  | Non assegnato        | Non assegnato     | Non assegnato    |
| 2020-21  | Stati Uniti          | Bonzie Colson     | Strasburgo       |
| 2021-22  | Stati Uniti          | Will Cummings     | Metropolitans 92 |
| 2022-23  | Francia              | Victor Wembanyama | Metropolitans 92 |
| 2023-24  | Macedonia del Nord   | T.J. Shorts       | Paris Basketball |